# Rue Montoyol
La rue Montoyol (en occitan : carrièra Montcolhol) est une voie de Toulouse, chef-lieu de la région Occitanie, dans le Midi de la France.

## Situation et accès

### Description
La rue Montoyol est une voie publique. Elle se situe dans le quartier Arnaud-Bernard, dans le secteur 1 - Centre.
La chaussée compte une seule voie de circulation automobile en sens unique, de la rue Charles-de-Rémusat vers la rue du Taur. Elle appartient à une zone de rencontre et la vitesse y est limitée à 20 km/h. Il n'existe ni bande, ni piste cyclable, quoiqu'elle soit à double-sens cyclable.

### Voies rencontrées
La rue Montoyol rencontre les voies suivantes, dans l'ordre des numéros croissants :
1. Rue Charles-de-Rémusat
2. Rue du Taur

## Odonymie
L'origine du nom de la rue Montoyol est peu claire. Il apparaît, dans les textes du XVe siècle comme la rue Couyoul. Il évolue aux siècles suivants comme Mont-Couyoul ou Cante-Couyoul. Il pourrait s'agir de l'évolution de canta cugula (« lieu où chante le coucou » en occitan médiéval)... à moins qu'il ne s'agisse du nom de famille d'une personne qui y possédait un immeuble. C'est au XVIIIe siècle que la forme actuelle fut fixée. À la même époque, la rue fut aussi désignée comme la rue de Maguelone, car elle longeait le collège de ce nom (emplacement des actuels no 1 et 3). En 1794, on lui attribua le nom de rue la Bonté, mais il ne fut pas conservé.